# John Houseman
John Houseman, nome artístico de Jacques Haussmann (Bucareste, 22 de setembro de 1902 — Malibu, Califórnia, 31 de outubro de 1988) foi um ator e produtor de filmes romeno.

## Carreira
Ele se tornou conhecido por sua colaboração altamente divulgada com o diretor Orson Welles desde seus dias no Federal Theatre Project até a produção de Cidadão Kane e sua colaboração, como produtor de The Blue Dahlia, com o escritor Raymond Chandler no roteiro. Ele ganhou o Oscar de Melhor Ator Coadjuvante por sua interpretação do Professor Charles W. Kingsfield no filme de 1973 The Paper Chase. Ele reprisou o papel de Kingsfield na adaptação da série de televisão de 1978.

## Filmografia

### Filmes

#### Como ator (filme)
| Ano  | Título                                         | Personagem                    | Diretor            | Notas |
| ---- | ---------------------------------------------- | ----------------------------- | ------------------ | --- |
| 1938 | Too Much Johnson                               | Keystone Cop                  | Orson Welles       | Também produtor |
| 1964 | Seven Days in May                              | Vice-Adm. Farley C. Barnswell | John Frankenheimer | Sem créditos |
| 1973 | The Paper Chase                                | Charles W. Kingsfield Jr.     | James Bridges      | Oscar de Melhor Ator Coadjuvante Globo de Ouro de Melhor Ator Coadjuvante - Motion Picture National Board of Review Award de Melhor Ator Coadjuvante Indicado – New York Film Critics Circle Award de Melhor Ator Coadjuvante (2º Lugar) |
| 1975 | Rollerball                                     | Mr. Bartholomew               | Norman Jewison     | |
| 1975 | Three Days of the Condor                       | Wabash                        | Sydney Pollack     | |
| 1976 | St. Ives                                       | Abner Procane                 | J. Lee Thompson    | |
| 1978 | The Cheap Detective                            | Jasper Blubber                | Robert Moore       | |
| 1979 | Old Boyfriends                                 | Dr. Hoffman                   | Joan Tewkesbury    | |
| 1980 | The Fog                                        | Mr. Machen                    | John Carpenter     | |
| 1980 | Wholly Moses!                                  | The Archangel                 | Gary Weis          | |
| 1980 | My Bodyguard                                   | Mr. Dobbs                     | Tony Bill          | |
| 1981 | Ghost Story                                    | Sears James                   | John Irvin         | |
| 1982 | Murder by Phone                                | Stanley Markowitz             | Michael Anderson   | |
| 1983 | A Rose for Emily                               | Narrador (voz)                | Lyndon Chubbuck    | Curta-metragem |
| 1988 | Bright Lights, Big City                        | Mr. Vogel                     | James Bridges      | |
| 1988 | Another Woman                                  | Mr. Post                      | Woody Allen        | |
| 1988 | Scrooged                                       | Ele mesmo                     | Richard Donner     | Lançamento póstumo |
| 1988 | The Naked Gun: From the Files of Police Squad! | Instrutor de Condução         | David Zucker       | Participação especial não creditada; Lançamento póstumo |

#### Como produtor (filme)
| Ano  | Título                       | Diretor              | Notas                                     |
| ---- | ---------------------------- | -------------------- | ----------------------------------------- |
| 1938 | Too Much Johnson             | Orson Welles         |                                           |
| 1945 | The Unseen                   | Lewis Allen          | Como produtor associado                   |
| 1946 | Miss Susie Slagle's          | John Berry           | Como produtor associado                   |
| 1946 | The Blue Dahlia              | George Marshall      |                                           |
| 1948 | Letter from an Unknown Woman | Max Ophüls           |                                           |
| 1948 | They Live by Night           | Nicholas Ray         |                                           |
| 1951 | The Company She Keeps        | John Cromwell        |                                           |
| 1951 | On Dangerous Ground          | Nicholas Ray         |                                           |
| 1952 | Holiday for Sinners          | Gerald Mayer         |                                           |
| 1952 | The Bad and the Beautiful    | Vincente Minnelli    |                                           |
| 1953 | Julius Caesar                | Joseph L. Mankiewicz | Indicado – Academy Award for Best Picture |
| 1954 | Executive Suite              | Robert Wise          |                                           |
| 1954 | Her Twelve Men               | Robert Z. Leonard    |                                           |
| 1955 | The Cobweb                   | Vincente Minnelli    |                                           |
| 1955 | Moonfleet                    | Fritz Lang           |                                           |
| 1956 | Lust for Life                | Vincente Minnelli    |                                           |
| 1962 | All Fall Down                | John Frankenheimer   |                                           |
| 1962 | Two Weeks in Another Town    | Vincente Minnelli    |                                           |
| 1963 | In the Cool of the Day       | Robert Stevens       |                                           |
| 1966 | This Property Is Condemned   | Sydney Pollack       |                                           |

### Televisão

#### Como ator (televisão)
| Ano     | Título                                | Personagem                       | Notas |
| ------- | ------------------------------------- | -------------------------------- | --- |
| 1975    | Great Performances                    | Dr. Fawcett                      | Episódio: "Beyond the Horizon" |
| 1975    | Fear on Trial                         | Mike Collins                     | Filme para TV |
| 1976    | The Adams Chronicles                  | Richard Gridley                  | Minisséries; 1 episódio |
| 1976    | Truman at Potsdam                     | Winston Churchill                | Filme para TV |
| 1976    | Hazard's People                       | John Hazard                      | Filme para TV |
| 1976    | Six Characters in Search of an Author | O Diretor                        | Filme para TV |
| 1976    | The Six Million Dollar Man            | Dr. Lee Franklin                 | Episódio: "Kill Oscar: Part 2" |
| 1976    | The Bionic Woman                      | Dr. Lee Franklin                 | 2 episódios |
| 1976    | Captains and the Kings                | Judge Newell Chisholm            | Minisséries; 2 episódios |
| 1977    | The American Short Story              | Father Flynn                     | Episódio: "The Displaced Person" |
| 1977    | Washington: Behind Closed Doors       | Myron Dunn                       | Minisséries; 6 episódios |
| 1977    | The Best of Families                  | Ele mesmo                        | Minisséries |
| 1977    | Aspen                                 | Joseph Merrill Drummond          | Minisséries; 2 episódios |
| 1978–86 | The Paper Chase                       | Charles W. Kingsfield Jr.        | Elenco principal; Temporadas 1–4 Indicado – CableACE Award for Best Actor in a Dramatic Presentation Indicado – Golden Globe Award for Best Actor – Television Series Drama (1978–1979) |
| 1979    | The Last Convertible                  | Dr. Wetherell                    | Minisséries; 3 episódios |
| 1979    | The French Atlantic Affair            | Dr. Archady Clemens              | Minisséries; 3 episódios |
| 1980    | The Associates                        | Professor Kingsfield             | Episódio: "Eliot's Revenge" |
| 1980    | Gideon's Trumpet                      | Earl Warren                      | Filme para TV |
| 1980    | The Babysitter                        | Dr. Lindquist                    | Filme para TV |
| 1980    | A Christmas Without Snow              | Ephraim Adams                    | Filme para TV |
| 1982    | Mork & Mindy                          | Milt                             | Episódio: "Mork, Mindy, and Mearth Meet MILT" |
| 1982    | Marco Polo                            | Patriarch of Aquileia            | Minisséries; 1 episódio |
| 1982–87 | Silver Spoons                         | Edward Stratton Jr.              | Recurring role; Seasons 1–5 |
| 1983    | American Playhouse                    | Apresentador de notícias da rede | Episódio: "Network Newscaster" |
| 1983    | The Winds of War                      | Aaron Jastrow                    | Minisséries; 7 episódios Indicado – Golden Globe Award for Best Supporting Actor – Series, Minisséries or Television Film                                                               |
| 1983    | Freedom to Speak                      | Benjamin Franklin                | Minisséries; 3 episódios |
| 1985    | A.D.                                  | Gamaliel                         | Minisséries; 5 episódios |
| 1988    | Noble House                           | Sir Geoffrey Allison             | Minisséries; 4 episódios |
| 1988    | Lincoln                               | Gen. Winfield Scott              | Minisséries; 2 episódios |
| 1988    | 227                                   | John Houseman, himself           | Episódio: "They're Playing Our Song" |

#### Como produtor (televisão)
| Ano     | Título                | Notas                                                                          |
| ------- | --------------------- | ------------------------------------------------------------------------------ |
| 1957–58 | The Seven Lively Arts | 10 episódios                                                                   |
| 1958–59 | Playhouse 90          | 7 episódios                                                                    |
| 1960    | Dillinger             | Filme para TV                                                                  |
| 1963    | The Great Adventure   | 3 episódios                                                                    |
| 1966    | ABC Stage 67          | Episódio: "Evening Primrose"                                                   |
| 1980    | Gideon's Trumpet      | Filme para TV Indicado – Primetime Emmy Award for Outstanding Television Movie |
| 1983    | Choices of the Heart  | Filme para TV                                                                  |